# Entomoscelis
Entomoscelis es un género de escarabajos de la familia Chrysomelidae. En 1837 Chevrolat describió el género.
Algunas especies:
- Entomoscelis adonidis Pallas, 1771
- Entomoscelis rumicis Fabricius, 1787
- Entomoscelis sacra Linnaeus, 1758
- Entomoscelis suturalis Weise, 1882